# Співвідношення Крамерса — Кроніга
Співвідношення Крамерса—Кроніга — інтегральний зв'язок між дійсною та уявною частинами діелектричної проникності.
{\displaystyle \varepsilon ^{\prime }(\omega )-1={\frac {1}{\pi }}{\mathcal {P}}\int _{-\infty }^{\infty }{\frac {\varepsilon ^{\prime \prime }(x)}{x-\omega }}dx,}
{\displaystyle \varepsilon ^{\prime \prime }=-{\frac {1}{\pi }}{\mathcal {P}}\int _{-\infty }^{\infty }{\frac {\varepsilon ^{\prime }(x)-1}{x-\omega }}dx,}
де
{\displaystyle \varepsilon (\omega )=\varepsilon ^{\prime }(\omega )+i\varepsilon ^{\prime \prime }(\omega )} — діелектрична проникність, ω — частота, інтеграли беруться у сенсі власних значень.
Співвідношення Крамерса—Кроніга зумовлені принципом причинності.
Співвідношення Крамерса—Кроніга використовуються для відтворення діелектричної проникності із даних про коефіцієнти відбиття й заломлення світла.